# Pesca alla trota di lago
La Pesca alla trota di lago è un tipo di pesca, che comprende la "Pesca a Striscio", lo "Spinning", la "Pesca a Mosca" e la "Pesca a Fondo". La pesca alla trota di lago è una disciplina di cui si praticano molte gare. Tuttavia è una pesca molto criticata da alcuni pescatori, perché in genere avviene in piccoli laghi a pagamento dove il pescatore paga per pescare più agevolmente venendo quindi a mancare una parte importante della sfida pescatore-pesci. Un'altra tecnica di pesca è quella al galleggiante che se usata nella giusta maniera porta buoni risultati.

## Tecniche di pesca

### Rotazione e movimento dell'esca
Le tecniche si basano tutte su un concetto fondamentale: la rotazione e movimento dell'esca (con la girella tripla), che hanno lo scopo di stimolare il più possibile il pesce all'abboccata, tenendo conto di tutte (o quasi) le variabili
- stagione
- temperatura
- profondità

## Filo da Bobina
Come filo da inserire nel proprio mulinello, bisogna effettuare diverse scelte, la stagione, la voracità delle trote, il punto in cui si deve lanciare, il tipo di pesca che noi effettuiamo.
Per la pesca classica a striscio o a fondo con la bombarda o il vetrino è consigliabile un 0.18 mm oppure uno 0.20 mm. Per effettuare lanci molto lunghi èppossibile orientarsi anche su diametri inferiori come 0,16 mm o addirittura 0,14 mm. In quest'ultimo caso però è consigliabile l'utilizzo di appositi ammortizzatori (molle) da inserire tra la bombarda e la girella oppure utilizzare uno shock leader di diametro adeguato. 
Se peschiamo a spinning allora dovremo orientarci almeno su uno 0.25 e possibilmente al fluoro carbon con un alto carico di rottura, perché è proprio con questa tecnica che si insidiano le prede di stazza maggiore 

### Bombarda, Piombino o Vetrino
La lenza viene costruita sfruttando un particolare piombo affusolato a forma di pera allungata, per evidenti questioni di idrodinamicità, che viene chiamato in modi diversi a seconda delle grammature:
- Bombarda peso nelle grammature che vanno dagli 8 ai 40 grammi, con diverse classi di galleggiabilità
- Piombino da striscio per quelle inferiori e per la pesca a fondo.
- Bombarda galleggiante per avere lo stesso effetto del galleggiante classico, ma per avere la possibilità di lanci lunghi e precisi pescando sempre a galla
- Vetrino ottimo per la pesca con la tecnica di recupero saltarello, ma non consente lanci molto lunghi.

Fulcro dell'intera azione di pesca, tali oggetti sono costruiti mediante una studiata combinazione di piombo vero e legno di balsa, (o solo piombo per determinati modelli) in una percentuale diversa in base al tipo di pesca che vogliamo attuare.
A seconda dell'affondabilità di ogni bombarda il piombo al suo interno è posizionato in maniera diversa proprio per garantire un affondamento più o meno veloce anche a parità di grammatura.

### La galleggiabilità
La galleggiabilità è il rapporto zavorra/materiale galleggiante, che determina il movimento in acqua della bombarda, e indicato sulle bombarde stesse con una G.
Questo significa che due bombarde a parità di peso, supponiamo 20 grammi, e con relative G di 8 e 15 grammi, avranno un peso effettivo in acqua appunto di 8 e 15 grammi, comportandosi quindi in maniera differente: più "leggera" e suscettibile ai richiami del filo la prima, meno la seconda (che quindi andrà sostenuta con una maggiore velocità di mulinello). 
Questi piombi relativamente galleggianti vengono inseriti nella lenza per tutta la loro lunghezza, tramite un tubicino
passafilo che le attraversa. Una girella multipla, (cioè composta da più girelle inanellate una all'altra, in genere tre o quattro), collega la lenza madre, proveniente dal mulinello, al filo terminale, in modo da consentire il massimo della rotazione.

### Canna da pesca
Le canne da pesca ovviamente si differenziano per lo spinning, la pesca a striscio o fondo e la pesca a mosca.
Per i primi ci sono due tipi di canne, morbide o rigide e sono di misure che van dal 1.80 m ai 2.40 m massimo, per praticare lo spinning leggero o lo spinning pesante.
Per la pesca a fondo o a striscio, ci vogliono canne che di misura sono dai 4 ai 5 metri, con un'ottima azione parabolica e potenza di lancio.
Per la pesca a mosca è tutto un discorso diverso, sono misurate in piedi e hanno un'azione diversa dalla altre due.
L'elemento di maggiore importanza per una canna di qualità è che sia costruita in carbonio, ideale in quanto resistente e leggero, ti permette di praticare lunghe sessioni di pesca e garantisce una sensazionale azione parabolica nel recupero della trota.

### Mulinello
I mulinelli, robusti e capienti, riempiti fino all'orlo, vengono abbinati a canne uguali o superiori ai 4 m circa per lo striscio o per la pesca a fondo, generalmente almeno 4000 o 5000 come classe per la pesca in una cava media.
Diverso il discorso per lo spinning e la mosca, dove nel primo ci vorranno mulinelli agili e scattanti anche con capienza inferiore e per i secondi il mulinello consiste in un disco dove riavvolgere il filo a fine pesca, visto che la mosca è usualmente praticata con lanci e recuperi a pelo d'acqua tirando il filo con le mani e recuperando le stesse trote con le mani.

## Azioni principali di pesca
L'azione di pesca prevede diverse azioni l'una seguente l'altra:
- lancio della lenza
- caduta della lenza,
- tempo di caduta della lenza, calcolabile in secondi
- recupero della lenza, che viene svolto cercando di garantire all'esca un movimento credibile con continui saliscendi, accelerazioni e pause, cercando comunque di mantenere la corsia prescelta, a proposito di ciò nascono diversi tipi di recupero, come la tecnica Tremarella o Saltarello.

In base alle stagioni, abitudini alimentari e stimolo riproduttivo, la trota può essere individuata a diverse profondità nell'arco dell'anno: varia quindi il tipo di lenza (e relativa piombatura) da costruire.

## Esche
La pesca alla trota lago consente di sbizzarrirsi nell'uso di svariati tipi, colore e forme di esche, dal vivo al sintetico, dalla pastella artificiale attirante al pano e al mais, o anche agli zuccherini, ora suddividiamole un po' per tipo di pesca:
Spinning: le esche sono prevalentemente metalliche, e vengono suddivise a seconda dell'effetto che crea il loro recupero, per questo distingueremo i vari tipi tra roteanti, ondulanti e oscillanti, classici esempi in ordine sono il cucchiaino, il pesciolino metallico e il rapala.
Pesca a Fondo: la pesca a fondo è quella che da meno libertà di scelta in quanto consiste nell'attendere l'abboccata della trota con l'esca ferma, si useranno camole del miele e pastelle attiranti oppure inneschi doppi tra i due in modo che la trota venga stimolata all'attacco dal profumo di tali esche.
Pesca a Striscio: anche qui sono ottime le camole innescate in maniera doppia e la pastella montata a goccia, l'importante è garantire un movimento attirante quindi prima del lancio conviene appoggiare l'esca in acqua e provare a vedere se il movimento c'è, utili sono anche tutte le serie di artificiali in gomma, come gli spaghetti, i falcetti, il bruco, la camola finta, la spirale da usare sia da soli che in tandem con la camola o con la pasta inventando diverse combinazioni che garantisco sempre il famoso movimento roteante.
Pesca a Mosca: qui vengono usate le cosiddette mosche, ovvero costruzioni fantastiche che riproducono mosche, api, libellule, falene che si posano sull'acqua dopo essere fatte volare due o tre volte con la canna, se le trote sono affamate e attirate da ciò, si vedranno abboccate spettacolari con la trota che ingoia direttamente al volo l'esca arrivando da sotto l'acqua.